# جوني هايز
جوني هايز (بالإنجليزية: Johnny Hayes)‏ هو عداء مراثوني أمريكي، ولد في 10 أبريل 1886 في نيويورك في الولايات المتحدة، وتوفي في 23 أغسطس 1965 في إنغلوود في الولايات المتحدة.

## وصلات خارجية
- جوني هايز على موقع الاتحاد الدولي لألعاب القوى (الإنجليزية)
- جوني هايز على موقع أوليمبيديا (الإنجليزية)
- جوني هايز على موقع الموسوعة البريطانية (الإنجليزية)